# Amends...Stripped
Amends...Stripped è un EP del gruppo musicale statunitense Grey Daze, pubblicato il 29 gennaio 2021 dalla Loma Vista Recordings.

## Antefatti
Concluse le registrazioni per il terzo album Amends, il fondatore della Loma Vista, Tom Whalley, chiese al batterista Sean Dowdell di far creare ai Grey Daze alcune bonus track da includere in alcune edizioni speciali del disco destinate al mercato giapponese e alle catene statunitensi Target e Walmart. Dowdell gli mostrò alcuni brani acustici realizzati negli anni novanta e, una volta avuto il via libera, selezionò i brani Sometimes, Soul Song e What's in the Eye per registrarli nuovamente insieme ai restanti componenti del gruppo; le sessioni di registrazione si svolsero presso gli EastWest Studios sotto la supervisione del produttore Billy Bush.
Poco tempo dopo, Dowdell, Whalley, insieme al produttore Ryan Wooley, concordarono la realizzazione di un EP acustico al fine di includere i tre brani sopracitati insieme ad altro materiale. I Grey Daze tornarono pertanto in studio di registrazione con Bush e la produttrice Esjay Jones, realizzando una nuova versione di Shouting Out; come quinto brano il gruppo scelse una versione demo di The Syndrome registrata nel 1997 con Chester Bennington alla voce, Dowdell al pianoforte e Bobby Benish alla chitarra e lasciata invariata nell'EP.

## Promozione
L'11 dicembre 2020 i Grey Daze hanno annunciato l'uscita dell'EP per il 29 gennaio 2021 e presentato il singolo Shouting Out (Stripped) insieme al relativo video musicale. Inizialmente uscito per il solo download digitale, Amends...Stripped è stato commercializzato anche in edizione 12" a partire dal 9 aprile 2021 e presenta tre interviste con il gruppo tratte dall'emittente radiofonica KEDG di Phoenix.

## Tracce
Testi e musiche di Chester Bennington e Sean Dowdell, musiche dei Grey Daze.
Download digitale
1. Shouting Out (Stripped) – 3:22
2. Sometimes (Stripped) – 3:21
3. Soul Song (Stripped) – 3:58
4. What's in the Eye (Stripped) – 3:25
5. The Syndrome (Demo) – 4:13

12"
- Lato A

1. Shouting Out (Stripped) – 3:21
2. Interview 1 – 2:34
3. Sometimes (Stripped) – 3:21
4. Interview 2 – 2:41

- Lato B

1. Soul Song (Stripped) – 3:58
2. Interview 3 – 2:19
3. What's in the Eye (Stripped) – 3:25
4. The Syndrome (Demo) – 4:13

## Formazione
Gruppo
- Chester Bennington – voce
- Sean Dowdell – batteria, percussioni
- Mace Beyers – basso, chitarra a dodici corde
- Cristin Davis – chitarra, chitarra a dodici corde
- Bobby Benish – chitarra a dodici corde (traccia 5)

Produzione
- Billy Bush – produzione, registrazione, missaggio, produzione esecutiva
- Joe LaPorta – mastering
- Esjay Jones – coproduzione (traccia 1)
- Cory Spotts – assistenza tecnica (traccia 1)
- Mike Jones – produzione e registrazione (traccia 5)